# Бабиш, Андрей
Андре́й Бабиш (чеш. и словац. Andrej Babiš; род. 2 сентября 1954 года, Братислава, Чехословакия) — чешский предприниматель, политический и государственный деятель.
Премьер-министр Чехии с 6 декабря 2017 по 17 декабря 2021. С 29 января 2014 по 24 мая 2017 — министр финансов и первый заместитель председателя правительства Чешской Республики. Долларовый миллиардер, четвёртый человек в Чехии по размеру состояния, владелец транснационального агрохолдинга Agrofert, олигарх и медиамагнат. Лидер партии ANO.

## Биография
Отец — Штефан Бабиш, работал торговым консультантом в ООН и представлял Чехословакию на переговорах GATT. Благодаря этому Андрей Бабиш учился в гимназии в Женеве.
Окончил Экономический университет в Братиславе, специализировался на международной торговле.
После получения высшего образования работал на предприятии PZO Chemapol Bratislava. Вступил в Компартию Чехословакии в 1980 году. По информации словацкого Института памяти народа, с 1982 по 1985 годы был оплачиваемым секретным информатором Bureš чехословацкой Службы государственной безопасности StB.
Мать — Адриана Бабишова (дев. Шеибнэрова) (1927—2008), родилась в селе Ясиня, которое в то время входило в состав Чехословакии. В сегодняшнее время Раховский район, Закарпатская область, Украина. В Ясине жила со своей семьёй до окончания Второй мировой войны.

### Предпринимательская деятельность
В 1985 году перешёл на работу в братиславскую внешнеторговую фирму Petrimex, работал в Марокко. В 1990 году стал директором Petrimex и инициировал создание пражского филиала предприятия. 25 января 1993 года пражский Petrimex был переименован в Agrofert, который и возглавил Бабиш. На сегодняшний день является единственным собственником агрохимического холдинга Agrofert, который под его руководством стал одной из крупнейших компаний Чехии; в его состав входят около 200 компаний из Чехии, Словакии, Польши, Венгрии, Германии и Нидерландов с персоналом почти 18 тысяч человек. Журнал Forbes в 2020 году оценил состояние Бабиша в $4,8 млрд.

### Политическая деятельность
С 2001 года был близок к Милошу Земану.
В 2011 году основал партию ANO 2011 (аббревиатура чешского названия Акция недовольных граждан). Целями новой партии были заявлены борьба с коррупцией и другими недостатками политической жизни на фоне общественного недовольства серией политических скандалов в Чехии. Бабиш позиционирует себя как успешный управленец, противопоставляя себя традиционным чешским политикам.
По итогам парламентских выборов 2013 года партия получила 18,65 % голосов и 47 мест в 200-местной Палате депутатов. В сформированном после выборов коалиционном правительстве Богуслава Соботки партия получила 6 министерских портфелей, Андрей Бабиш стал первым вице-премьером по экономике и министром финансов. 24 мая 2017 года на фоне правительственного кризиса был освобождён от занимаемых должностей.
По итогам парламентских выборов 2017 года партия Андрея Бабиша ANO 2011 заняла первое место, получив 29,64 % голосов избирателей и 78 мест в парламенте Чехии из 200.
11 ноября 2021 правительство Чехии, возглавляемое председателем политического движения АНО («Акция недовольных граждан») Андреем Бабишем, подало в отставку.

### Прочее
В феврале 2021 года заявил, что для применения российской вакцины «Спутник V» не требуется одобрение Европейского агентства лекарственных средств, а достаточно одобрения национального регулятора.

## После отставки
Бабиш обвинялся в том, что незаконно получил субсидию ЕС на строительство центра Stork’s Nest. Однако 9 января 2023 года суд оправдал Бабиша по этому делу.

## Критика
Бабиш критикуется СМИ и оппозиционными партиями как олигарх, чей высокий правительственный пост влечёт за собой конфликт интересов с его коммерческими мотивами. По этой причине его сравнивали с Сильвио Берлускони: например, журнал Foreign Policy назвал его «Бабискони», в ответ на что Бабиш грозился подать в суд.
9 апреля 2018 года более чем в 20 городах Чехии проходили митинги против назначения Андрея Бабиша премьер-министром Чешской Республики. В ходе протестов участники подписывали петиции за недопущение Бабиша до участия в правительстве, которые затем передадут в Пражский град.
По данным «Архива Пандоры», опубликованного в 2021 году Международным консорциумом журналистов-расследователей, в 2009 году Бабиш потратил 22 миллиона долларов на покупку недвижимости в Южной Франции, включая шато. Сделка была произведена через несколько шелл-компаний и не была раскрыта в декларациях Бабиша.